# 長崎大学医療技術短期大学部
長崎大学医療技術短期大学部（ながさきだいがくいりょうぎじゅつたんきだいがくぶ、英語: School of Allied Medical Sciences, Nagasaki University）は、長崎県長崎市坂本1-7-1に本部を置いていた日本の国立大学である。1985年に設置され、2005年に廃止された。大学の略称は長大医技短。

## 概要

### 大学全体
- 長崎県長崎市に所在した日本の国立短期大学で、併設元は長崎大学医学部
- 1985年に3つの学科を擁して開学、1987年に専攻科も設置された。以後、学科体制及び入学定員に変更なし。
- 2001年度の入学生を最後に[注釈 2]、2005年に短期大学としての使命を終える[注釈 3]。

### 教育および研究
- 長崎大学医療技術短期大学部は、学名とおり医療技術者の育成に力をいれており、長崎大学病院での臨床実習も行われていた。

### 学風および特色
- 長崎大学医療技術短期大学部は医学部に併設されていた関係上、両者同士の交流は盛んだったと思われる。
- 教員は医学部との兼任者が多いものとなっていた。
- 起源とされる長崎県立長崎病院付属看護婦養成所を含めて、看護教育には100年以上の歴史をもっている。現在、その伝統が医学部保健学科にも継承されているものとみられる。

## 沿革
- 1903年
  - 長崎県立長崎病院付属看護婦養成所が創設される。
- 1923年
  - 長崎大学医学部付属看護学校に改組。
- 1981年
  - 8月 長崎大学医療技術短期大学部の設置構想がはじまる[5]。
- 1984年
  - 4月12日 左記を以て長崎大学医療技術短期大学部が以下の学科体制にて開学[注 1]
    - 看護学科 入学定員50名[8]。
- 1985年
  - 4月1日 以下の学科について学生受け入れが開始される[注 2]。
    - 理学療法学科[注釈 4]
    - 作業療法学科[注釈 4]
- 1985年
  - 5月1日 学生数[13]/定員
    - 看護学科 100[注釈 5]/100
    - 理学療法学科 20[注 3]/20
    - 作業療法学科 20[注 4]/20
- 1986年
  - 5月1日 学生数[14]/定員
    - 看護学科 149[注釈 5]/150
    - 理学療法学科 39[注釈 6]/40
    - 作業療法学科 40[注 5]/40
- 1987年
  - 4月1日 専攻科の設置が認められ、以下の課程を設ける[注 6]。
    - 助産学特別専攻 入学定員20名[注 7]

  - 5月1日 学生数[18]/定員
    - 看護学科 151[注釈 5]/150
    - 理学療法学科 58[注 8]/60
    - 作業療法学科 60[注 9]/60
- 1991年
  - 4月1日 看護学科の入学定員を50→80に増員[注 10]。
  - 5月1日 学生数[21]/定員
    - 看護学科 176[注 11]/180
    - 理学療法学科 61[注 12]/60
    - 作業療法学科 65[注釈 7]/60
- 1992年
  - 5月1日 学生数[注 13]/定員
    - 看護学科 208[注 14]/210
    - 理学療法学科 63[注 15]/60
    - 作業療法学科 61[注釈 6]/60
- 1993年
  - 5月1日 学生数[24]/定員
    - 看護学科 242[注 16]/240
    - 理学療法学科 60[注釈 7]/60
    - 作業療法学科 60[注 17]/60
- 1999年
  - 5月1日 学生数[25]/定員
    - 看護学科 242[注 18]/240
    - 理学療法学科 62[注 19]/60
    - 作業療法学科 60[注 20]/60
- 2001年
  - 4月1日 この年度で短期大学としての学生募集を最終とする[注釈 2]。
- 2005年
  - 3月31日 左記をもって正式に廃止される[注釈 3]。

## 基礎データ

### 所在地
- 長崎県長崎市坂本1-7-1[注釈 8]

### 象徴
- 長崎大学医療技術短期大学部のカレッジマークは、長崎大学と同じ船をイメージしたものとなっていた[26]。

## 教育および研究

### 組織

#### 学科
- 看護学科 入学定員80名[注釈 9]
- 理学療法学科 入学定員20名[注釈 9]
- 作業療法学科 入学定員20名[注釈 9]

#### 専攻科
- 助産学特別専攻 入学定員20名[29]

#### 別科
- なし

#### 取得資格について
受験資格
- 看護師：看護学科
- 理学療法士：理学療法学科
- 作業療法士：作業療法学科
- 助産師：専攻科特別専攻

### 研究
- 『長崎大学医療技術短期大学部紀要』[注釈 1]

## 大学関係者と組織

### 大学関係者一覧
歴代学長
- 土山秀夫：当短大の「病理学」科目を担当[23]。
- 横山哲夫

## 施設

### 坂本キャンパス
- 設備：医学部キャンパス内に短大独自の校舎があった。

## 対外関係

### 系列校
- 長崎大学
- 長崎大学商科短期大学部

## 卒業後の進路について

### 就職について
- 全学科とも長崎大学病院ほか大手病院や診療所などの看護職に就く人が大半となっていた。

### 編入学・進学実績
- 看護学科：香川医科大学・高知医科大学・佐賀医科大学・大分医科大学・久留米大学ほか
- 理学療法学科：名古屋大学・広島大学ほか
- 作業療法学科：名古屋大学ほか

## 関連サイト
- 長崎大学医学部保健学科